# Joseph Aubery
Pierre-Joseph Aubery (Gisors, 10 mai 1673-Saint-François-du-Lac, 2 juin 1755) est un jésuite français, missionnaire au Canada, ethnologue et linguiste.

## Biographie
Il entre dans la Compagnie de Jésus en 1690 et part pour la Nouvelle-France en 1694.
Ordonné prêtre, il animera la mission d'Odanak chez les Abénaquis pendant une cinquantaine d'années et fera d'importantes études sur le peuple et la langue Abénaqui. Il se rend à Coös sur les rives ouest du fleuve Connecticut vers 1710 et établit une mission temporaire appelée Mission des Loups; (les Français appelaient les Abénaquis de l'ouest Sokokis ou Loups).
Son abondant travail sera en grande partie détruit dans un incendie en 1759 lors de l'attaque de Robert Rogers.
Chateaubriand en a fait le modèle du missionnaire dans Atala.

## Œuvres
- Racines Abenaquises, 1712
- Carte pour les hauteurs des terres et pour servir de limite, suivant la paix entre la France et l'Angleterre, vers 1715
- Dictionaire François-Abnaquis, 1715